# Južni Saskatchewan
Južni Saskatchewan (engleski: South Saskatchewan River) je rijeka u Kanadi duga 1 392 km, koja zajedno s rijekom Sjeverni Saskatchewan formira  rijeku Saskatchewan. 

## Zemljopisne karakteristike
Južni Saskatchewan formira se spajanjem rijeka Oldmanom i Bowom u kanadskim Stjenovitim planinama u provinciji Alberti. Nakon spoja rijeka teče relativno pravilno uz blago meandriranje prema sjeveroistoku do spoja s rijekom Sjevernim Saskatchewanom nešto niže od grada Prince Albert u Saskatchewanu.
Sjeverni Saskatchewan ima porječje veliko oko 146 100 km², koje se proteže preko dvije kanadske provincije Alberta i Saskatchewan. Na rijeci su podignute brojne hidoelektrane od kojih je najveća Gardine, sa svojim akomulacionim jezerom Diefenbaker, južno od grada Saskatoon u Saskatchewanu. 
Saskatchewan na jeziku indijanaca Cree, znači Brza rijeka

## Vanjske poveznice
- South Saskatchewan River (engl.)